# Сол (обряд)
Сол (переводится с таджикского и персидского языков как год или годовщина), также распространены варианты со́ли буту́н (тадж. соли бутун — полный год), а также хотирджами́ (тадж. хотирҷамъӣ — покой) — один из традиций и обычаев связанных с умершими у таджикского народа, которая проводится ровно через год после смерти человека. Близок к распространенному у многих народов так называемой годовщине смерти. Обычно проводится только в первую годовщину смерти человека.
Обычаю сол обычно предшествует обычай шашмохаги, который проводится ровно через шесть месяцев после смерти человека. Обычно обычай сол — последняя стадия многочисленных обрядов и традиций, связанных с умершим человеком.
Обычно в день обычая сол, семья умершего человека приглашает в дом родственников, друзей, близких и соседей умершего и его семьи. Количество приглашенных может варьироваться от нескольких человек до десятка человек или даже больше, исходя от количества родственников и друзей усопшего. Обычно приглашенные поминают усопшего, некоторые приглашают религиозных служителей, например муллу для чтения молитвы, некоторые доверяют это наиболее старшему и уважаемому человеку среди приглашенных. Обычно в день обычая в доме умершего готовится плов для угощения приглашенных, часть которого раздается нуждающимся и соседям, некоторыми раздается милостыня. Всё это варьируется от региона к региону.
Обычай сол особенно распространен в Согдийской и Хатлонской вилоятах (областях) Таджикистана, а также в Гиссарской долине, среди некоторых таджиков Афганистана, среди таджиков в Самарканде и в некоторых других регионах Узбекистана, где сконцентрированы таджики.